# Nl (Unix)
Pour les articles homonymes, voir Nl.
nl est une commande POSIX qui permet de numéroter les lignes d'un fichier.
Exemple :
```
$ 
cat
 fichier1.txt
la première ligne du fichier
et la deuxième ligne du fichier
$ nl fichier1.txt 
     1 la première ligne du fichier
     2	et la deuxième ligne du fichier
```